# 운동경기서
운동경기서(Declaration of Sports, the Book of Sports)는 1617년에 제임스 1세 (잉글랜드)가 랭크셔에서 발행한 선언문으로, 1618년에 국가적으로 1633년에 찰스 1세에 의해 재승인되었다.  이 문서에는 일요일 또는 주일과 성일에 허용되는 스포츠 또는 운동경기의 목록을 기록하였다.
또한 이 선언문에는 청교도들을 비판하며 "정밀한 사람들"로 부르고, 주일성수를 지나치게 따르는 것에 대한 반발의 의도를 갖고 있었다. 또한 가톨릭 신자들에게는 미사에 참여하지 않은 것에 대하여 정죄하고, 운동경기는 반드시 미사에 참석한 후에 하도록 하였다.
의회에서 권력을 잡은 청교도들은 영국내전에 이르러, 이 선언문에 대하여 반감을 나타내었으며, 1640년 윌리엄 로드가 사임한 뒤, 1643년에 공개적으로 이 문서를 불태우도록 명령하였다.